# Aqueduto de São Sebastião

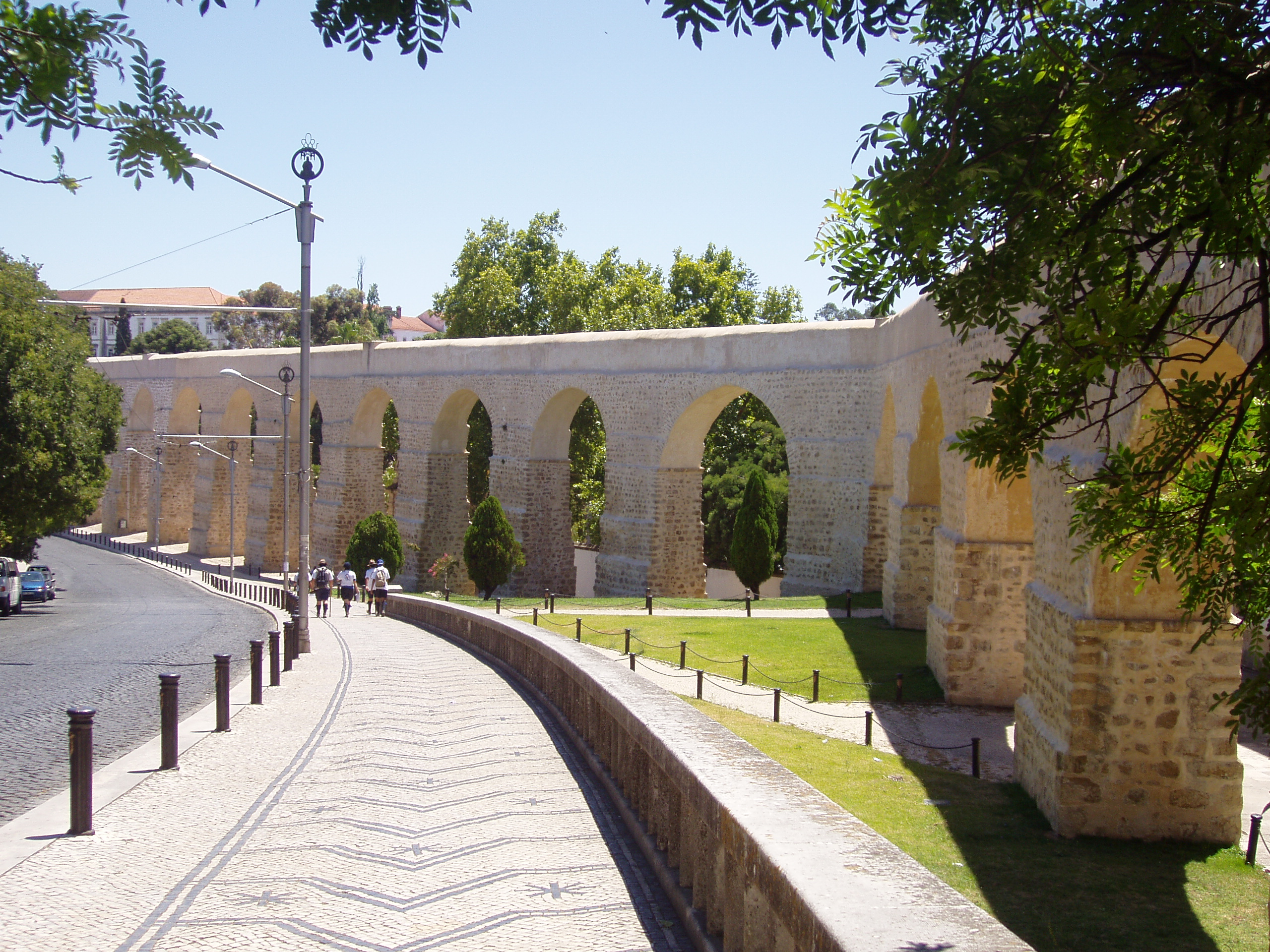
Aqueduto de São Sebastião, Coimbra.

O Aqueduto de São Sebastião, popularmente conhecido como os Arcos do Jardim, localiza-se na calçada Martim de Freitas, em frente ao Jardim Botânico da Universidade de Coimbra, na freguesia da Sé Nova, cidade e município de Coimbra, no distrito de Coimbra, em Portugal.
Encontra-se classificado como Monumento Nacional desde 1910.

## História
Remonta a um primitivo aqueduto romano, que abastecia a parte alta da povoação.
O atual aqueduto é obra do final do século XVI, sob o reinado de Sebastião de Portugal, com traça do arquiteto italiano Filipe Terzio. Aproveitando o percurso e possivelmente os restos do antigo aqueduto, ligava os morros onde se situavam o Mosteiro de Santana e o Castelo de Coimbra, vencendo uma depressão em vinte e um arcos.
O Arco de Honra é de cantaria de pedra, e no seu topo destaca-se um conjunto de duas esculturas representando, do lado Norte São Roque, e do lado Sul São Sebastião.